# Église Saint-Augustin (Mayence)
L'église des Augustins est une église catholique de Mayence (Allemagne). L'église baroque actuelle a été construite sur les fondations d'une église médiévale bâtie pour les ermites augustins (Ordo Ermitarum Sancti Augustini) de la vieille ville de Mayence. Datant du XVIIIe siècle, elle est aujourd'hui l'église du séminaire du diocèse catholique de Mayence. L'église abrite un orgue Stumm qui date de 1773.

## Historique
L'année 1260, arrivèrent à Mayence des religieux augustins qui avaient l'intention de fonder une maison de leur congrégation, et en avaient obtenu la permission de l'archevêque de Mayence.
Le peintre Jean-Baptiste Enderle exalta la vie de saint Augustin dans de grandes fresques lumineuses au plafond de l’intérieur de l'église des augustins.
Jean Rucherat de Wesel, prédicateur provoquant à la cathédrale Saint-Martin de Mayence, fut interné à vie au couvent des Augustins, après son procès à Mayence.
Une image miraculeuse vénérée fut sauvée de l’église Sainte-Marie aux Marches endommagée par les bombardements de l’armée prussienne (1793).

## Source
- (de) Cet article est partiellement ou en totalité issu de l’article de Wikipédia en allemand intitulé « Augustinerkirche (Mainz) » (voir la liste des auteurs).